# Skibidi
«Skibidi» — пісня російської рейв-групи Little Big. Пісня випущена 5 жовтня 2018 року, у складі альбому Antipositive, Pt. 2. Авторами тексту і музики к пісні стали лідер групи Ілля Прусікін і медиа-продюсер групи «Хліб» Любимо Хомчук.
Пісня стала значущим музичним подією осені 2018 року. Сингл дебютував на першому місці у Top Radio & YouTube Hits. Ще більшого успіху пісня отримала завдяки кліпу, який вийшов у день прем'єри альбому. Після чого у соціальних мережах став набирати популярність новий флешмоб Skibidi Challenge .
26 січня 2019 року кліп «Skibidi» став переможцем у категорії «Хайп року» («Hype van het jaar») премії Ketnet «Het Gala van de Gouden K's 2018», котра відбулась у бельгійському місті Антверпен. Skibidi був номінован на «ZD Awards-2018» у категоріях «Тренд року» і «Хайп року», вручення котрої відбулося 28 лютого 2019 року. 10 квітня стало відомо, що композиція номиінована у категоріях «Краще відео» і  «Краща пісня іноземною мовою» премії Муз-ТВ 2019.

## Історія
Пісня була випущена 5 жовтня 2018 року, у складі альбому Antipositive, Pt. 2. Текст пісні був написаний Іллею Прусікіним..
22 лютого 2019 року група випустила EP Skibidi, котрий містить одразу п'ять версій хіта гурту: оригінальна, розширена, романтична і два ремикса від Doorly і ЛАУД.

## Музичне відео
5 жовтня 2018 року на YouTube вийшов офіційний кліп «Skibidi», котрий менше ніж за три дні зібрав майже 10 млн переглядів. Режисером кліпа стала Аліна Пязок, яка також є продюсером групи. Через тиждень після релізу кліпа на офіційний канал «Little Big» підписалося приблизно 200 000 користувачів YouTube (зараз на канал підписані понад 5 000 000 людей). Згідно зі статистикою сайту «SocialBlade», канал «Little Big» потрапив у ТОП-250 #музичний каналів YouTube (на 16 жовтня 2018 року канал перебуває на 149 місці серед всіх світових музичних каналів). Кліп став самим відомим у Росії музичним відео 2018 року. 18 грудня 2018 року кліп набрав рекордні 100 млн переглядів. На 17 березня 2020 року офіційний видеоклип на YouTube налічує 373 млн переглядів і понад 3,3 млн лайків.

### Сюжет
Кліп має доволі дивний, але досить ритмичній танець. У початку відео головний герой - Ілля Прусікін, йде по Академічному переулку у Санкт-Петербурзі. На його шляху танцують абсолютно всі: дитина в колясці, стриптизерша, робітники поліції, собака. Далі у кадрі з'являється учасниця Little Big Софія Таюрська, яка танцює у різних костюмах.Після чого Ілля заходить у радянський магазин з назвою «Kolbasa» за горілкою. Вдосталь напившись горілкою, учасник Little Big йде до своєї коханої. Відтоді, продовжуючи танцювати, він йде  на зустріч зі  своїми друзями, ролі котрих виконали репери Моргенштерн та GONE.Fludd. В самому кінці компанія відправляється на занедбаний завод «Червоний трикутник», де змагаються у танцювальному вуличному батлі, у котрім бере участие навіть Годзилла.

### Skibidi Challenge
Коли кліп став вірусним, гурт запропонував фанатам приєднатися до флешмобу і опублікувати у соціальних мережах відео з власною версією. На 16 грудня 2018 року у Instagram під хештегом #SkibidiChallenge вже було понад  23 000 постів.
Одним з перших, хто приєднався до флешмобу став Іван Ургант у власному шоу «Вечірній Ургант».У флешмобі також взяли участь команда цього шоу, глядачі і репер Баста. До флешмобу приєдналися гравці у волейбол казанського «Зенита», юнацька команда футбольного клубу «Реал Мадрид», футбольний клуб «Яса» з Бєлгороду, українські воєнні, тощо.

## Чарти
| Чарт (2018)                     | Краща позиція |
| ------------------------------- | ------------- |
| СНД (Tophit)                    | 1             |
| Росія (Tophit Top YouTube Hits) | 1             |

| Чарт (2018)  | Краща позиція |
| ------------ | ------------- |
| СНД (Tophit) | 97            |

## Нагороди і номінації
| Рік  | Нагорода                            | Номінована робота | Категорія                      | Результат | Примітка             |
| ---- | ----------------------------------- | ----------------- | ------------------------------ | --------- | -------------------- |
| 2018 | Het Gala van de Gouden K's 2018[nl] | «Skibidi»         | Хайп року                      | Перемога  | [ 39 ] [ 40 ] [ 41 ] |
| 2019 | ZD Awards-2018                      | «Skibidi»         | Тренд року                     | Номінація | [ 4 ] [ 6 ]          |
| 2019 | ZD Awards-2018                      | «Skibidi»         | Хайп року                      | Номінація | [ 4 ] [ 6 ]          |
| 2019 | Чартова дюжина                      | «Skibidi»         | Лучший кліп                    | Перемога  | [ 7 ]                |
| 2019 | Премія Муз-ТВ 2019                  | «Skibidi»         | Лучшее видео                   | Номінація | [ 3 ] [ 42 ]         |
| 2019 | Премія Муз-ТВ 2019                  | «Skibidi»         | Лучшая пісня на іноземнім мові | Номінація | [ 3 ] [ 42 ]         |